# Geraldo Vandré

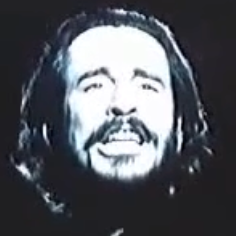
Geraldo Vandré (2013)

Geraldo Vandré (* 12. September 1935 in João Pessoa, Paraíba, als Geraldo Pedrosa de Araújo Dias) ist ein brasilianischer Sänger, Gitarrist und Komponist. Der Name Vandré, wie er in Brasilien genannt wird, resultiert aus der Abkürzung des Namens seines Vaters José Vandregisilo.
In einem Interview sagte er einmal, dass alle seine Lieder von Liebe handeln: „der Liebe zu einem Menschen, der Liebe zu meinen Freunden und der Liebe zu meinem Volk.“

## Leben

### Der Beginn und erste Erfolge
Schon mit 14 Jahren trat er in einem Radioprogramm von Rádio Tabajara in João Pessoa auf. In Nazaré da Mata, wo er ein Gymnasium (Ginásio em internato) besuchte, nahm er an einigen Shows teil. 1951 zogen er und seine Familie nach Rio de Janeiro um. Im selben Jahr schon präsentierte er ein Programm als Newcomer bei César de Alencar, das aber durchfiel. Durch die Bekanntschaft mit Ed Lincoln, der zur damaligen Zeit mit Luís Eça in der Bar des Hotel Plaza spielte, konnte er während deren Programmpausen auftreten. 1955, unter dem Pseudonym Carlos Dias, vertrat er das Lied Menina von Carlos Lyra in einem Musikwettbewerb von TV-Rio. Später, als er dem Folkloristen Valdemar Henrique begegnete, eröffnete sich ihm die Möglichkeit, sich im Programm von Rádio Roquete Pinto zu präsentieren, zum ersten Mal den Namen Vandré benutzend.
Auf der Fakultät der Rechtswissenschaft (Faculdade de Direito) von Rio de Janeiro schloss er sich dem Centro Popular de Cultura und der früheren Studentenbewegung União Nacional dos Estudantes an, wo er seinen ersten „parceiro“ (Mitkomponist, wörtlich: Teilhaber), Carlos Lyra, persönlich kennenlernte, der sich mehr für die Komposition interessierte. Beide waren es auch, die Quem quiser encontrar o amor, aufgenommen am 24. April 1961 als 78 rpm bei RGE, schrieben. Dieses Lied wurde in die Episode „Couro de gato“ des Films Cinco vezes favela, produziert durch das Centro Popular de Cultura, aufgenommen. 1962 präsentierte er sich in der João Sebastião Bar in São Paulo, wohin er inzwischen umgezogen war und wo er heute wieder lebt, und initiierte die Zusammenarbeit mit Luís Roberto, Baden Powell und Vera Brasil. Im selben Jahr nahm er mit der Sängerin Ana Lúcia den Samba em prelúdio von Baden Powell und Vinícius de Moraes auf, den ersten großen Erfolg, und komponierte mit Carlos Lyra den Samba Aruanda. 1962 folgten die Stücke Canção nordestina und die Toada Fica mal com Deus. Im Dezember 1964 nahm er mit Áudio Fidelity seine erste LP auf, die alle bisherigen Aufnahmen und Menino das laranjas (von Theo de Barros) enthielt. 1965 interpretierte er Sonho de um carnaval (Chico Buarque) auf dem I. Festival National da Música Popular Brasileira (FNMP) des TV Excelsior in São Paulo. Zudem reichte er im Rahmen dieses Festivals seine Komposition Hora de lutar ein, die zwar durchfiel, aber im selben Jahr auf einer gleichnamigen LP veröffentlicht wurde. In dieser Periode schuf er die Lieder für den Film von Roberto Santos A hora e a vez de Augusto Matraga.
Im folgenden Jahr brachte Som Maior die LP Cinco anos de canção heraus, die die Stücke Pequeno concerto que virou canção, Canção nordestina und Rosa flor (mit Baden Powell) enthielt. 1966 siegte er in São Paulo beim II. FNMP von TV Excelsior mit der Marcha rancho Porta-estandarte (mit Fernando Lona), vorgetragen von Tuca und Airto Moreira, und brach danach zu einer Tournee in den Nordosten Brasiliens auf mit dem Trio Novo, bestehend aus Theo de Barros (Violão, eine Gitarrenart), Airto Moreira (Viola caipira, eine ländliche, einfache Gitarrenart, Perkussion) und Heraldo do Monte (Violão) (als später Hermeto Pascoal hinzukam, wurde es zum Quarteto Novo). Im selben Jahr siegte außerdem auf dem II. FMPB von TV Record in São Paulo seine Komposition (mit Theo de Barros) Disparada, interpretiert von Jair Rodrigues, zusammen mit A Banda von Chico Buarque. Er erreichte auch einen zweiten Platz beim I. FIC von TV-Rio in Rio de Janeiro mit O cavaleiro, mitkomponiert von Tuca, der es auch interpretierte. 
1967 wurde er eingeladen, ein ganzes Programm Disparada beim TV Record in São Paulo unter der Regie von Roberto Santos aufzunehmen. Aufnahmen für das III. FMPB (Festival da Música Popular Brasileira, mit u. a. Hermeto Pascoal) und für ein weiteres Musikfestival von TV Globo in Rio de Janeiro fielen jedoch durch. Doch landete er mit Arueira und mit dem Frevo João e Maria (mitkomponiert von Hilton Accioly) weitere Erfolge. In dieser Periode komponierte er auf Einladung der Dominikaner in São Paulo A Paixão segundo Cristino, eine Allegorie auf die Kreuzigung Christi in einem nordöstlichen Kontext, und nahm am Programm Canto Geral, danach Canto Permitido, des TV Bandeirantes von São Paulo teil. 1968 nahm er die LP Canto geral für Odeon auf, die Maria Rita und O plantador (mitkomponiert von Hilton Accioly) sowie nicht qualifizierte Stücke von Festivals enthielt. Ebenso nahm er mit Bonita (mitkomponiert von Hilton Accioly) am IV. FMPB teil, wobei dieses Stück gleich zweimal vorgetragen wurde: durchgefallen von Vandré zusammen mit seinem Teilhaber, aber siegreich in der Interpretation des Trio Maraia.

### Der Höhepunkt:Caminhando
1968 belegte Pra não dizer que não falei das flores (Caminhando) beim III. FIC in São Paulo, kraftvoll vorgetragen vom Quarteto Livre, bestehend aus Naná Vasconcelos (Tumbadora, eine Conga), Franklin (Flauta, eine Flötenart), Nelson Ângelo (Violão) und Geraldo Azevedo (Violão und Viola), trotz der Zuschauermeinung, die das Lied auf dem ersten Platz sehen wollte, nur den zweiten Platz, was zu großem Unmut führte (der auf der Live-Aufnahme dieses Stücks, von Vandré selbst gesungen und aufgenommen 1968 im Maracanãzinho, dem kleineren Fußballstadion von Rio, zu hören ist: zu finden auf der LP Geraldo Vandré, s. t., RGE 1979). Das Lied hatte dennoch großen Erfolg, weil es in seiner Art einer studentischen Protesthymne oder gar eines Revolutionslieds den Nerv der Zeit traf: Folgerichtig wurde es von der Zensur der Militärdiktatur, die seit 1964 an der Macht war, verboten.

### Exil und Rückkehr
Vandré flüchtete 1968 ins Exil nach Chile, wo er Desacordonar komponierte. Dieses Lied brachte ihm Erfolg ein, während Caminhando in Brasilien lediglich inoffiziell erfolgreich wurde, bis es ab 1979, noch zu Zeiten der Militärdiktatur, wieder öffentlich gespielt werden durfte. Nachdem er Chile verlassen musste, weil er unerlaubt im dortigen Fernsehen aufgetreten war, ging er zunächst nach Algerien. Dort nahm er am Festival Pan-Africano teil und reiste anschließend in die Bundesrepublik Deutschland, wo er verschiedene Kompositionen für das Fernsehen des Bayerischen Rundfunks aufnahm. Er begab sich weiter nach Griechenland, Österreich, Bulgarien und sang dort für die Bevölkerung im Landesinneren. In Italien editierte Sérgio Endrigo Musiken von ihm. Des Weiteren veröffentlichte Vandré in Paris mit einer Gruppe brasilianischer Künstler das Werk Paixão segundo Cristino, aufgenommen 1970 zu Ostern in der Kirche von St. Germain-des-Prés. 1973 erschien in Brasilien bei Philips die LP Das terras de Benvirá, die Stücke wie Na terra como no céu, Canção primeira und De América enthielt. Sein Auftritt im selben Jahr im Fernsehprogramm von Flávio Cavalcanti für das TV Globo fiel der Zensur zum Opfer.
Es folgten Jahre des Schweigens, in denen sich Vandré in Brasilien immer mehr in einen Mythos des Widerstands verwandelte. 1982 und erneut 1985 brach er dieses Schweigen, indem er im Paraguay des Präsidenten Stroessner jeweils einmal auftrat. Im März 1995 gab er am Memorial da América Latina in São Paulo ein Konzert, realisiert durch das TV Comando Regional (CONAR), zur Feier der Semana da Asa. Noch zuvor, Ende der Achtzigerjahre, hatte ein Kadettenchor seine Komposition Fabiana interpretiert, die als Würdigung der Forças Aéreas Brasileiras (FAB), der brasilianischen Luftstreitkräfte, verstanden wurde und ihm viel Kritik eingebracht hatte. Diese Assoziation hatte er jedoch stets vehement bestritten. Vandré lebt heute sehr zurückgezogen, gemäß seinen eigene Worten „Vivo em outro mundo“, „Ich lebe in einer anderen Welt.“

## Würdigungen
1997 brachte das Quinteto Violado die CD Quinteto Violado canta Vandré mit alten Erfolgen und einem bisher unveröffentlichten Stück, República brasileira, heraus. Ebenfalls 1997 nahmen Elba Ramalho, Geraldo Azevedo und Zé Ramalho Disparada und Canção da despedida auf der CD Grande encontro 2 erneut auf.